# Benoît Michu
Benoît Michu (París, 1610-Ruan, 1703[cita requerida]) fue un pintor de vidrieras francés. Fue uno de los artistas más celebrados a comienzos de los años 1700.
Pintó las vidrieras de la capilla del palacio de Versalles, las de la iglesia de los Inválidos y otras para diversos palacios incluyendo parte de la restauración de la catedral de Notra Dame de París y los doce compartimentos de La Vida de John de la Barriere en el Monasterio de los Feuillants.